# Seririt
Seririt is een bestuurslaag in het regentschap Buleleng van de provincie Bali, Indonesië. Seririt telt 6639 inwoners (volkstelling 2010).